# Laophonte adduensis
Laophonte adduensis är en kräftdjursart som beskrevs av Sewell 1940. Laophonte adduensis ingår i släktet Laophonte och familjen Laophontidae. Inga underarter finns listade i Catalogue of Life.